# Keyhole Markup Language
Keyhole Markup Language (KML) ist eine Auszeichnungssprache zur Beschreibung von Geodaten. Bekannt wurde es durch die Anwendung in dem Programm Google Earth. Dies hieß in seiner Urversion Keyhole Earth Viewer, in Anspielung auf das Spionagesatellitenprojekt Keyhole (Schlüsselloch). KML befolgt die XML-Syntax, liegt in der Version 2.2 vor und ist ein Standard des Open Geospatial Consortium.

## Eigenschaften

### Geometrie-Elemente
KML-Dokumente können Geodaten sowohl in Vektor- wie auch in Rasterform beinhalten. Vektorobjekte wie Punkte, Linien, lineare Ringe, Polygone oder COLLADA-Modelle werden als Placemark-Elemente und Luft- und Satellitenbilder als GroundOverlay-Elemente modelliert.
Nebst der Geometrie können Placemark-Elemente Name, Beschreibung, vordefinierten Stil, Betrachtungswinkel und -höhe, einen Zeitstempel, aber auch beliebige untypisierte oder typisierte Daten, z. B. aus einem Geoinformationssystem, umfassen. Dasselbe gilt auch für ein GroundOverlay-Element, wobei anstelle der Geometrie ein Koordinatenausschnitt zur Georeferenzierung der Rasterdaten definiert werden muss.
Beispiel für ein Placemark-Element innerhalb eines KML-Dokuments:
```
<?xml version="1.0" encoding="UTF-8"?>

<kml
 
xmlns=
"http://www.opengis.net/kml/2.2"
>

<Document>

  
<Placemark>

    
<name>
Zürich
</name>

    
<description>
Zürich
</description>

    
<Point>

      
<coordinates>
8.55,47.3666667,0
</coordinates>

    
</Point>

  
</Placemark>

</Document>

</kml>

```

### Geodätisches Referenzsystem
Als geodätisches Referenzsystem wird in KML-Dokumenten ausschließlich das World Geodetic System 1984 verwendet, d. h. sämtliche Koordinaten werden mit geografischer Länge und Breite sowie, falls vorhanden, Höhe über Meer angegeben. Die Höhe bezieht sich dabei auf das WGS84-EGM96-Geoid.

### MIME-Typ
Das Format KMZ ist eine datenkomprimierte KML-Datei im Format ZIP. Sie kann vom Client unmittelbar eingelesen werden.
Der MIME-Typ für KML-Dateien lautet application/vnd.google-earth.kml+xml bzw. application/vnd.google-earth.kmz für KMZ-Dateien.

### Unterstützung
Neben Google Earth unterstützt das freie KDE-Programm Marble ebenfalls das KML-Format zur Routenbetrachtung, jedoch nur im OpenStreetMap-Modus.

## Geschichte
Die Bezeichnung „Keyhole“ ist vom Produkt Keyhole EarthViewer der kalifornischen Satellitenbildfirma Keyhole Corp. übrig geblieben, die auf den Namen einer Serie von fast 300 amerikanischen Spionagesatelliten (Keyhole) zurückgeht. Die Firma wurde vom ebenfalls in Mountain View ansässigen Unternehmen Google Inc. Ende Oktober 2004 übernommen.
Google entwickelte KML weiter bis zur Version 2.2, welche im April 2008 vom Open Geospatial Consortium als Standard anerkannt und seitdem unterhalten wird.

## Ähnliche Formate
- Geography Markup Language (GML)
- GPS Exchange Format (GPX)